# 妄想サマー
「妄想サマー」（もうそうサマー）は、SHISHAMOの2作目の配信限定シングルで通算12作目のシングル。2020年5月26日にGOOD CREATORS RECORDS / UNIVERSAL SIGMAからリリースされた。

## 楽曲解説
- 前作「明日はない」と2作連続でリリースされた曲。まだ見ぬ恋人とのデートを妄想するユーモラスな恋愛ソング[1]。
- 2017年の春にワンコーラスだけ作られ、しばらく寝かせられていた[2]。コロナ禍で外出制限が始まったことと歌詞の内容が偶然重なったため、このタイミングでフルサイズで完成させ、リリースとなった[3]。
- アルバム『SHISHAMO 6』でSHISHAMOの音楽性の幅を見せた後のシングルで、前作「明日はない」と共に原点に回帰したバンドサウンドに仕上がった[2]。次のアルバム『SHISHAMO 7』にはバランスを見て収録されず、アルバム未収録の曲となっている[4]。
- 2020年5月25日、メンバー3人がオンラインゲスト出演したFM802『ROCK KIDS 802』でラジオ初オンエアされた[5]。
- 5月26日、宮崎の手描きのリリック・ビデオがYouTubeでプレミア公開された[6]。
- 2021年2月4日、SHISHAMO FC限定ツアー「しゃもサポだけの秘密やで 2020」より、「妄想サマー」「明日はない」のLIVE映像がYouTubeにてプレミア公開された[7]。

## 収録アルバム
- アルバム未収録